# Luis Cembranos
Luis Cembranos Martínez (Luzern, 6 juni 1972) is een Spaans voormalig profvoetballer. Hij speelde als middenvelder.

## Clubvoetbal
Cembranos begon zijn loopbaan in 1992 bij UE Figueres. In 1993 ging hij voor FC Barcelona B spelen. In het seizoen 1994/1995 liet trainer Johan Cruijff Cembranos debuteren in het eerste elftal. Op 10 september 1994 maakte hij tegen Racing de Santander zijn debuut in de Primera División. Op 19 oktober 1994 speelde Cembranos uit tegen Manchester United zijn eerste (en enige) wedstrijd in de UEFA Champions League. Eind 1994 vertrok Cembranos naar RCD Espanyol, waar hij tot 1998 bleef. Van 1998 tot 2004 speelde Cembranos bij Rayo Vallecano, waarmee hij in 2001 de kwartfinale van de UEFA Cup haalde.

### Statistieken
| seizoen | club           | land            | competitie         | wed. | goals |
| ------- | -------------- | --------------- | ------------------ | ---- | ----- |
| 1992/93 | UE Figueres    | Vlag van Spanje | Segunda División B | 10   | 6     |
| 1993/94 | FC Barcelona B | Vlag van Spanje | Segunda División A | 28   | 3     |
| 1994/95 | FC Barcelona   | Vlag van Spanje | Primera División   | 3    | 0     |
| 1994/95 | RCD Espanyol   | Vlag van Spanje | Primera División   | 12   | 0     |
| 1995/96 | RCD Espanyol   | Vlag van Spanje | Primera División   | 11   | 0     |
| 1996/97 | RCD Espanyol   | Vlag van Spanje | Primera División   | 24   | 3     |
| 1997/98 | RCD Espanyol   | Vlag van Spanje | Primera División   | 23   | 2     |
| 1998/99 | Rayo Vallecano | Vlag van Spanje | Segunda División A | 21   | 6     |
| 1999/00 | Rayo Vallecano | Vlag van Spanje | Primera División   | 35   | 5     |
| 2000/01 | Rayo Vallecano | Vlag van Spanje | Primera División   | 22   | 9     |
| 2001/02 | Rayo Vallecano | Vlag van Spanje | Primera División   | 7    | 1     |
| 2002/03 | Rayo Vallecano | Vlag van Spanje | Primera División   | 18   | 3     |
| 2003/04 | Rayo Vallecano | Vlag van Spanje | Segunda División A | ??   | ?     |

## Nationaal elftal
Cembranos speelde één interland voor het Spaans nationaal elftal, op 26 januari 2000 tegen Polen. In de tweede helft kwam hij als vervanger van Juan Carlos Valerón in het veld.